# Koffi Aza
 (mai 2024).
Koffi Aza, est un prêtre du fâ, praticien du vodun et homme politique béninois. Il est nommé  par le Président Patrice Talon membre du ''Comité des rites vodun'' au Bénin le 28 février 2024 après avoir été durant une décennie le coordonnateur du ''Bénin Tofâ''.

## Biographie

### Carrière professionnelle
Prête du fâ et praticien du vodun, Koffi Aza est l'un des principaux initiateurs Bénin Tofâ, une consultation annuelle de l'oracle pour tout le pays. Il est  nommé membre du "Comité des rites Vodun'' au Bénin, par le Président Patrice Talon, à travers un décret pris le 28 février 2024.

### Carrière politique
Membre  du parti ''Moele Bénin'', il participe aux élections législatives de 2023  dans la sixième circonscription électorale du Bénin regroupant les communes d'Abomey-Calavi, Sô-Ava et Zè,.